# Riekiella tamala
Riekiella tamala är en tvåvingeart som beskrevs av Kelsey 1987. Riekiella tamala ingår i släktet Riekiella och familjen fönsterflugor. Inga underarter finns listade i Catalogue of Life.